# Neue Aargauer Bank
Die Neue Aargauer Bank AG (NAB) war eine Schweizer Bank im Kanton Aargau. Ihre Ursprünge gehen zurück bis ins Jahr 1812. 1995 wurde sie teilweise und 2010 vollständig von der Credit Suisse übernommen, mit der sie schliesslich per 27. November 2020 fusionierte.
Mit einer Bilanzsumme von 23,6 Milliarden Schweizer Franken per Ende 2019 war die NAB eine der führenden Banken im Kanton Aargau und die grösste Regionalbank der Schweiz. Sie beschäftigte per Ende 2019 532 Mitarbeitende (Vollzeitäquivalente). Die lokal stark verankerte Neue Aargauer Bank AG verfügte über 26 Geschäftsstellen. Ihr Tätigkeitsgebiet umfasste Bankdienstleistungen für Privat- und Firmenkunden. Das Hypothekargeschäft, bei dem sie im Kanton führend war, stellte das wesentliche Kerngeschäft der NAB dar.
Die Zahl der Geschäftsstellen wurde mit der Integration in die Credit Suisse auf zwölf reduziert. Die Marke NAB verschwand und sämtliche Filialen wurden in Credit Suisse umfirmiert. Rund ein Drittel der rund 600 Stellen von NAB und CS sollen gestrichen werden.

## Geschichte
Die Wurzeln der Bank reichen zurück bis in das Jahr 1812. In diesem Jahr wurde die «Zinstragende Ersparniskasse für die Einwohner des Kantons Aargau» durch die «Gesellschaft für vaterländische Kultur im Kanton Aargau» gegründet. Heinrich Zschokke war Mitstifter und tätiges Mitglied beider Organisationen. Die «Zinstragende Ersparniskasse» lebt in der Neuen Aargauer Bank weiter, die zum Zeichen der dankbaren Erinnerung an Zschokke seine Statue in der Schalterhalle des Hauptsitzes in Aarau aufgestellt hat.
Die Geschichte der NAB ist geprägt von einer Vielzahl von Zusammenschlüssen von kleineren und mittleren Banken. 1995 wurde die NAB teilweise von der Credit Suisse übernommen, von 2010 bis 2019 war sie eine hundertprozentige Tochtergesellschaft, agierte jedoch weiterhin unabhängig unter eigenem Markenauftritt.
Folgende Bankinstitute waren in die Neue Aargauer Bank eingegliedert worden:
- Allgemeine Aargauische Ersparniskasse, 1812 (erste Erwähnung)
- Sparkassagesellschaft des Bezirks Brugg, 1849
- Aargauische Hypotheken- und Handelsbank, 1910
- Spar- und Leihkasse Muri und Merenschwand, 1912
- Ersparniskasse Möhlin, 1913
- Ersparniskasse Rheinfelden, 1913
- Spar- und Leihkasse Murgenthal, 1929
- Freiämterbank, 1938
- Ersparniskasse Laufenburg, 1951
- Allgemeine Aargauische Ersparniskasse, 1989
- Gewerbebank Baden, 1995
- SVB im Kanton Aargau, 1996
- Teile der SKA im Kanton Aargau, 1997

Am 25. August 2020 gab die Credit Suisse bekannt, die NAB per Ende November 2020 mit der Credit Suisse (Schweiz) AG zusammenführen zu wollen. Die Ankündigung löste im Kanton Aargau teils heftige negative Reaktionen – sowohl von betroffenen Kunden wie auch von Behörden und Verbänden – aus. Konkurrenten auf dem Bankplatz Aargau versuchten mit teilweise aggressiven Werbekampagnen die Kunden der NAB für sich zu gewinnen. Die rechtliche Fusion fand wie angekündigt Ende November statt.